# Močvirski lebduh
Močvirski lebduh (znanstveno ime Cordulia aenea) je vrsta raznokrilih kačjih pastirjev iz družine lebduhov, razširjena po vsej severni Palearktiki od Britanskega otočja do Kamčatke, razen skrajnega severa.
Prepoznamo ga po kovinsko zeleni obarvanosti telesa z bronastim leskom in jabolčno zelenih očeh. Samci imajo rahlo kijasto zadebeljen zadek in oprsje, poraščeno s kratkimi dlačicami. V dolžino dosežejo približno 5 cm.
Vrsta je vezana na stalna stoječa vodna telesa z dobro zaraslimi bregovi in bližino gozdnatih predelov, kjer odrasli lovijo svoj plen med drevesi in na čistinah. Letajo okvirno od konca aprila do avgusta, odvisno od podnebja. V večini Evrope je zelo pogost in ne velja za ogroženega, odsoten je le iz nepogozdenih in goratih predelov na skrajnem severu in jugu celine. Drugje je njegova razširjenost slabše poznana. Znan je po tem, da se ličinke razvijajo sinhrono in v ugodnih pogojih konec aprila množično hkrati prvič poletijo odrasli. Tudi v Sloveniji je prisoten ob večini primernih stoječih vodnih teles in je ena najzgodnejših vrst kačjih pastirjev.